# Psydrax lamprophylla
Psydrax lamprophylla là một loài thực vật có hoa trong họ Thiến thảo. Loài này được (F.Muell.) Bridson miêu tả khoa học đầu tiên năm 1985.